# Valence Basket Club
Maillots
Le Valencia Basket Club S.A.D., plus connu sous le nom Valence Basket Club est un club professionnel de basket-ball et est issu de la ville de Valence. Le club appartient à un magnat du commerce de détail Juan Roig.
Le Valence Basket Club joue en Liga ACB soit la plus haute division du championnat espagnol ainsi qu'en Euroleague. Le club est aussi connu sous le nom de Pamesa Valencia. Le club joue ses matchs à domicile au Font de Sant Lluís.

## Historique

### 1986-1997
Valencia Basket a été fondée le 27 septembre 1986, après que le Valencia CF ait décidé de fermer sa section de basket-ball.
Le 4 mai 1988, alors qu'il en était à sa deuxième saison dans la Primera División B, qui était à l'époque la ligue de deuxième niveau du basket-ball espagnol, l'équipe a remporté sa première promotion au niveau supérieur espagnol ACB, où l'équipe est resté jusqu'à la saison 1994-1995. En 1995, Valence a été reléguée au 2e niveau espagnol de la Ligue EBA, après avoir chuté lors des éliminatoires de relégation de la ligue contre Somontano Huesca. La saison suivante, après avoir été vice-champion de la Liga EBA, au cours d'une saison sans promotion, Valencia BC a acheté la place ACB d'Amway Zaragoza pour rejoindre la ligue supérieure, où elle est restée jusqu'à aujourd'hui.

### 1998-2014
Le 2 février 1998, Pamesa Valencia a remporté son premier titre national espagnol, après avoir battu Pinturas Bruguer Badalona, par un score de 89 à 75, lors de la finale de la Copa del Rey 1998, disputée à Valladolid. Un an plus tard, le 13 avril 1999, le club dispute la finale de la Coupe FIBA Saporta 1998-1999, mais est battu par Benetton Trévise, 64-60, lors de la finale disputée à Saragosse. Trois ans plus tard, le club réitère le même succès, mais Montepaschi Siena remporte la finale de la Coupe FIBA Saporta 2001-02, par un score de 81 à 71, à Lyon, en France.
Poursuivant certaines des meilleures années du club, la saison ACB 2001-02 a été historique pour le club, puisqu'il a atteint la finale de la Ligue espagnole ACB, où ils n'ont pu gagner aucun match de leur série contre le FC Barcelone. Avant ce premier succès en atteignant la finale des éliminatoires du championnat espagnol, Pamesa Valencia a remporté son premier titre européen en battant Krka Novo Mesto lors de la Coupe ULEB 2002-03, ce qui permettrait également au club de faire ses débuts en EuroLeague de premier plan européen.
Lors de sa première participation à l'EuroLeague, Pamesa Valencia s'est qualifiée pour le Top 16, mais y a été éliminée, après ne pas avoir disputé son match à la Nokia Arena contre le Maccabi Tel Aviv, invoquant des problèmes de sécurité en Israël.
Le 18 avril 2010, Power Electronics Valencia a remporté son deuxième titre européen en battant Alba Berlin, 67-44, lors de la finale de l'EuroCup 2010, qui s'est déroulée à Vitoria-Gasteiz. Cela a permis au club de revenir au plus haut niveau de l'EuroLeague, sept ans après sa première participation au tournoi. Cette fois, Valence a atteint les quarts de finale de l'EuroLeague, où elle a été éliminée par le Real Madrid, qui a remporté la série éliminatoire par une marge de 3 à 2.
Le troisième titre européen du club en EuroCup de 2e niveau est arrivé le 7 mai 2014, lorsque Valence a battu l'UNICS Kazan, en finale double.

### 2015-présent
Le 5 juin 2017, Valencia Basket s'est qualifié pour sa deuxième série de finales de la Liga ACB espagnole, après avoir battu Baskonia en demi-finale des éliminatoires de la ligue nationale 2017. Cette fois, le club a remporté son tout premier championnat de la ligue nationale espagnole, le 16 juin 2017, en battant le Real Madrid avec un score de 3-1 en série lors de la finale de la ligue ACB. Au cours de la même saison, le club a également atteint la finale de la Copa del Rey (Coupe d'Espagne) et de l'EuroCup, mais il a perdu ces finales contre le Real Madrid et son compatriote espagnol, Unicaja, respectivement. En remportant le championnat de la Ligue espagnole, Valence a également scellé son retour dans la compétition EuroLeague de haut niveau de la saison prochaine, pour la saison 2017-2018.
Le quatrième titre européen du club en EuroCup de 2e niveau est arrivé le 16 avril 2019, lorsque Valence a battu Alba Berlin, lors de la finale double.

## Arena
Au cours de sa première saison d'existence, l'équipe a disputé ses matchs à domicile au complexe sportif La Canaleta, dans la municipalité de Mislata.
Depuis 1987 à 2015, Valencia Basket joue ses matchs à domicile dans l'arène Font de Sant Lluís de 8 500 places, mieux mieux connue sous le nom de La Fonteta. Début août, un mois avant d'inaugurer la Roig Arena de 15000 places, la section masculine compte 10800 abonnés.

## Dénomination du parrainage
Valencia Basket a eu plusieurs noms de sponsoring au fil des ans :
- Valencia-Hoja del Lunes: 1986–1987
- Pamesa Valencia: 1987–2009
- Power Electronics Valencia: 2009–2011

## Logos

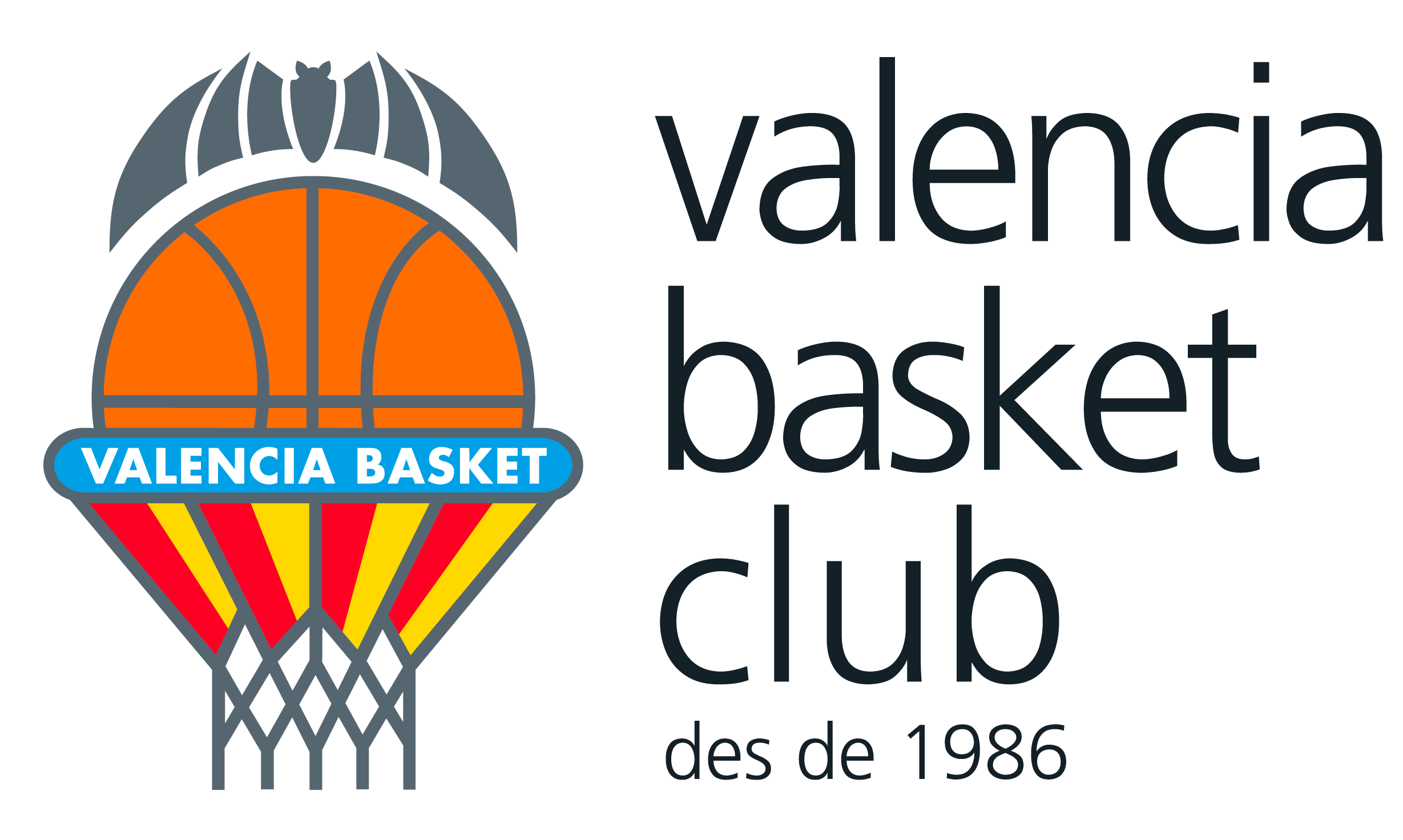
2017–present.

## Bilan sportif

### Palmarès
| Compétitions nationales | Compétitions internationales |
| - Championnat d'Espagne : - Vainqueur (1) : 2017. - Finaliste (1) : 2003. - Coupe d'Espagne : - Vainqueur (1) : 1998. - Finaliste (4) : 2000, 2006, 2013, 2017. - Supercoupe d'Espagne : - Vainqueur (1) : 2017. | - Coupe Saporta : - Finaliste (1) : 1999, 2002. - EuroCoupe : - Vainqueur (4) : 2003, 2010, 2014, 2019 - Finaliste (2) : 2012, 2017. |

## Joueurs et personnalités du club

### Entraîneurs
Le tableau suivant présente la liste des entraîneurs du club depuis 1986.
| Rang | Nom                   | Période   |
| ---- | --------------------- | --------- |
| 1    | Toni Ferrer           | 1986-1987 |
| 2    | Antoni Serra          | 1987-1989 |
| 3    | Toni Ferrer           | 1989      |
| 4    | José Antonio Figueroa | 1989-1991 |
| 5    | Fernando Jiménez      | 1991      |
| 6    | Manu Moreno           | 1992-1995 |
| 7    | Herb Brown            | 1995      |

| Rang | Nom             | Période   |
| ---- | --------------- | --------- |
| 8    | Mihajlo Vuković | 1995-2000 |
| 9    | Luis Casimiro   | 2000-2002 |
| 10   | Paco Olmos      | 2002-2004 |
| 11   | Pablo Laso      | 2004-2005 |
| 12   | Chechu Mulero   | 2005      |
| 13   | Ricard Casas    | 2005-2006 |
| 14   | Chechu Mulero   | 2006      |

| Rang | Nom               | Période   |
| ---- | ----------------- | --------- |
| 15   | Fótis Katsikáris  | 2006-2008 |
| 16   | Neven Spahija     | 2008-2010 |
| 17   | Manolo Hussein    | 2010      |
| 18   | / Svetislav Pešić | 2010-2011 |
| 19   | Paco Olmos        | 2011-2012 |
| 20   | Velimir Perasović | 2012-2015 |
| 21   | Carles Duran      | 2015      |

| Rang | Nom                  | Période   |
| ---- | -------------------- | --------- |
| 22   | Pedro Martínez       | 2015-2017 |
| 23   | Txus Vidorreta       | 2017-2018 |
| 24   | Jaume Ponsarnau (es) | 2018-2021 |
| 25   | Joan Peñarroya (en)  | 2021-2022 |
| 26   | Álex Mumbrú          | 2022-2024 |
| 27   | Xavi Albert          | 2024      |
| 28   | Pedro Martínez       | 2024-     |

### Effectif actuel (2021-2022)

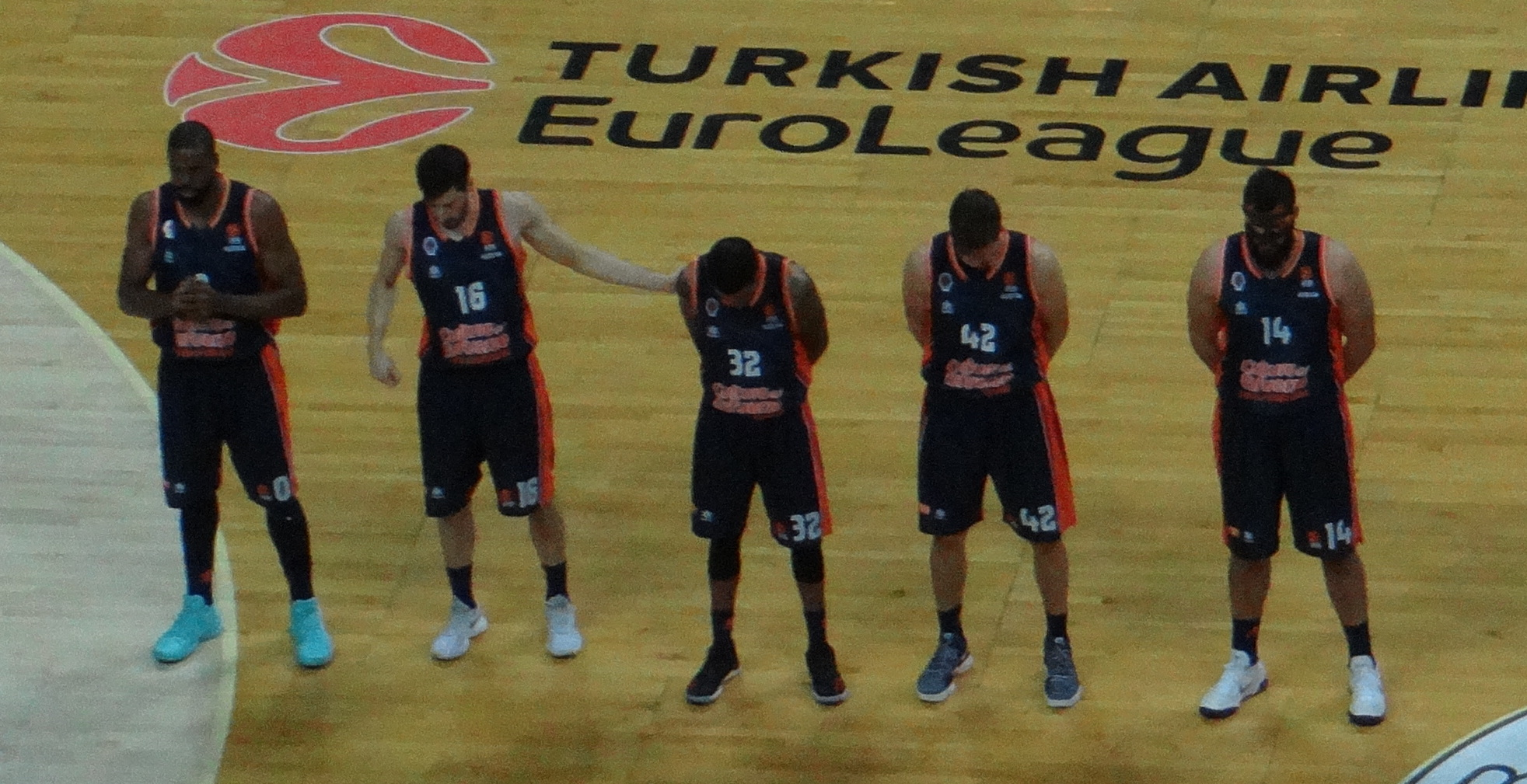
Euroligue de basket-ball 2017-2018

### Joueurs célèbres ou marquants
- Ademola Okulaja
- Tanoka Beard
- Brad Branson (en)
- Brian Cardinal
- Justin Doellman
- Pat Durham
- Kenny Gregory
- Bernard Hopkins
- Rawle Marshall
- Larry Micheaux
- Rod Sellers
- Bill Varner
- Antoine Diot
- Nando de Colo
- Mickaël Gelabale
- Cyril Julian
- Florent Piétrus
- Antoine Rigaudeau
- Vule Avdalović
- Kosta Perović
- Igor Rakočević
- Nemanja Nedović
- Duško Savanović
- Dejan Tomašević
- Federico Kammerichs
- Alejandro Montecchia
- Fabricio Oberto
- Berni Álvarez (en)
- Víctor Claver
- Salva Díez (en)
- Rafa Martínez (en)
- Albert Miralles
- José Antonio Paraíso
- Johnny Rogers
- Nacho Rodilla
- Oscar Yebra
- Brad Newley
- Matt Nielsen (en)
- Vítor Faverani
- Tiago Splitter
- Omar Cook
- Bojan Dubljević
- Serhiy Lichtchouk
- Oleksiy Petcherov
- Robertas Javtokas
- Kšyštof Lavrinovič
- Mindaugas Timinskas
- Dante Calabria
- Roberto Chiacig
- Adam Hrycaniuk
- Rubén Douglas
- Ruben Garces
- Rihards Kuksiks
- Oliver Lafayette
- Nenad Marković
- Dímos Dikoúdis
- Loukás Mavrokefalídis
- Romain Sato
- Tornike Shengelia
- Sam Van Rossom

## Equipe féminine
L'équipe féminine du Valencia Basket a été créée en 2014 et promue en Liga Femenina en 2018, remportant le dernier match contre le Real Club Celta de Vigo à Valence. Cet accès à la première division et la relégation du CB Estudiantes ont fait de Valencia Basket le seul club à représentation masculine et féminine en première division lors de la saison 2018-2019.
Lors de sa première saison en première division, Valencia Basket a obtenu un ticket pour sa première Coupe de la Reine de Baloncesto, célébrée à Vitoria entre le 28 février et le 3 juin. En outre, ils obtiennent une place pour participer aux séries éliminatoires, perdant contre Perfumerías Avenida en demi-finale, mais obtenant l'opportunité de disputer son premier tournoi européen la saison suivante.